# Sechsbandhechtling
Der Sechsbandhechtling (Epiplatys sexfasciatus) ist ein westafrikanischer Vertreter der Killifische. Er wird als Aquarienfisch gehalten, ist aber auf Grund seiner farblichen Unscheinbarkeit weniger verbreitet. Die Ersteinführung nach Deutschland erfolgte 1905.

## Vorkommen
Die Art kommt in Westafrika im Gebiet zwischen Ghana und Gabun vor. Typische Habitate sind vor allem kleinere, flache Wasserläufe und Seen mit starkem Pflanzenwuchs sowie sonnenbeschienene krautige Uferzonen größerer Gewässer.

## Erscheinung
Die Fische weisen die für alle Epiplatys-Arten typische hechtähnliche Gestalt mit oberständigem Maul auf. Die männlichen Tiere erreichen in Gefangenschaft eine Gesamtlänge von bis zu zehn Zentimeter, Weibchen bleiben etwas kleiner. Grundfarbe ist ein helles Braun, bei den männlichen Tieren weisen die Flanken einen metallischen Schimmer auf. Arttypisch sind sechs dunkle Querbinden (Name!), hingegen kann die Körperfärbung je nach Habitat Unterschiede aufweisen. Die Bauch- und Afterflosse der männlichen Tiere ist spitz ausgezogen, bei den weiblichen Tieren hingegen abgerundet. Die Schwanzflosse ist länglich-oval.

## Lebensweise
Der Sechsbandhechtling ist wie alle Vertreter der Gattung Epiplatys ein oberflächennah lebender Lauerjäger, der sich vor allem von Insekten, kleineren Wirbellosen und Fischlarven ernährt. Die in der Deckung von Wasserpflanzen stehenden Fische erbeuten ihre Nahrung durch plötzliches Vorstoßen und gelegentlich auch im Sprung.

## Fortpflanzung
Die Tiere werden mit acht bis neun Monaten geschlechtsreif. Die Eiablage erfolgt paarweise, wobei über Tage hinweg bis zu 150 Eier einzeln an Wasserpflanzen oder sonstiges faseriges Substrat angeheftet werden. Eine Brutpflege findet nicht statt, die Jungfische schlüpfen nach zehn bis zwölf Tagen.